# Bion ze Smyrny

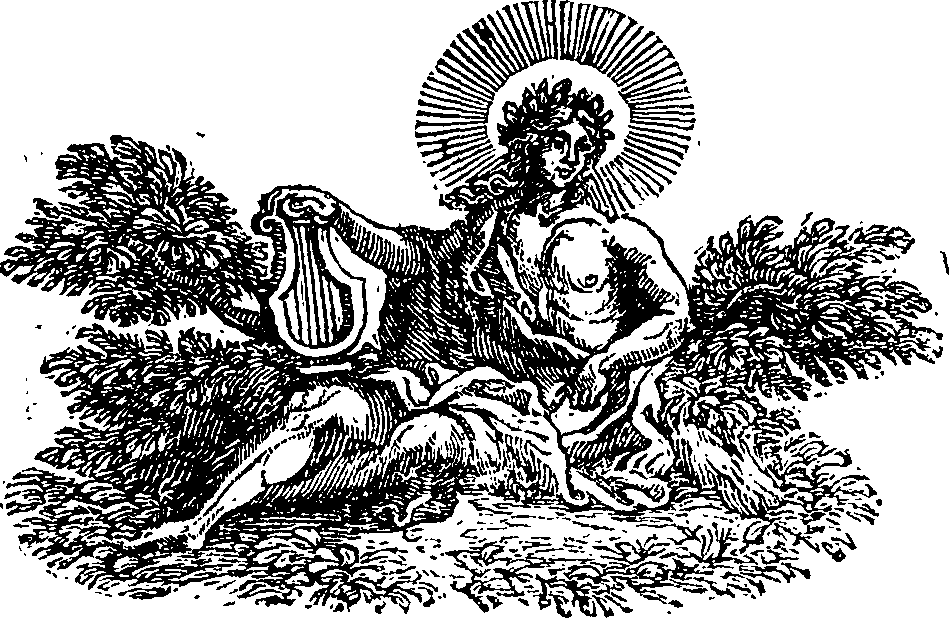
Alegoryczne przedstawienie poety w wydanym przez Thomasa Cooke'a w 1724 zbiorze tłumaczeń wierszy Biona i Moschosa na angielski

Bion ze Smyrny (fl. II wiek p.n.e.; stgr. Βίων ὁ Σμυρναῖος, dosł. Bion Smyrneńczyk, gen.: Βίωνος) – grecki poeta, naśladowca Teokryta i jeden z ostatnich twórców poezji bukolicznej w świecie hellenistycznym. Autor wierszy bukolicznych, zachowanych do współczesności jedynie we fragmentach. Powszechnie przypisuje mu się także wiersz Epitafium Adonisa, opisujący uroczystości ku jego czci . Współcześnie uznawany za jednego z trzech najważniejszych twórców sielanek w starożytności, obok Teokryta i Moschosa.

## Życie
O jego życiu wiadomo bardzo niewiele. Najpewniej pochodził z miasta Smyrny, działał około 100 roku p.n.e. Wcześniej powielane informacje, jakoby był współczesnym Teokrytowi, przyjacielem i nauczycielem Mochosa z Sydonu i żył około 280 roku p.n.e., obecnie są uważane za błędne. Wersja ta wzięła się z niewłaściwego odczytania Epitafium Biona, anonimowego wiersza na śmierć poety, który w początkach epoki nowożytnej przypisywano Mochosowi za sprawą fałszerstw Marcusa Musurusa. Suda zalicza poetę do kanonu starożytnych twórców sielanek (Teokryt, Mochos, Bion), kolejność ich wymienienia w tekście może sugerować porządek chronologiczny. Jako że Mochos tworzył w połowie II wieku p.n.e., a najwcześniejsze pewne nawiązania do Biona pochodzą z początków I wieku p.n.e., prawdopodobny okres życia poety był późniejszy niż początkowo uważano i obejmował koniec II wieku p.n.e.
Część informacji na temat poety pochodzi z anonimowego Epitafium Biona, którego autor nazywa siebie jego dziedzicem i „Ausonem”, czyli mieszkańcem Italii. Może to sugerować, że poeta na jakimś etapie życia odwiedził Italię, być może szukając patrona w Rzymie, co zaczęło być częstą praktyką wśród greckich poetów owych czasów. Równie dobrze jednak autor może w ten sposób jedynie sugerować, że uważa się za spadkobiercę literackiej spuścizny Biona, a odwołania w treści Epitafium do Sycylii mogą być w istocie nawiązaniami do Mochosa i Teokryta, którzy wywodzili się z tej wyspy, a niekoniecznie wskazaniem na miejsce urodzenia poety. W Epitafium pojawia się także wzmianka, że poeta został otruty, jednak może to być jedynie poetycka metafora.
W jednej ze starożytnych antologii pojawia się wzmianka, że Bion pochodził z „małej wsi o nazwie Flossa”. Nazwa ta nie jest poświadczona w innych tekstach z epoki, mogło jednak chodzić o niewielką miejscowość w okolicy Smyrny lub jedną z tych, które połączono w jeden organizm miejski w okresie hellenistycznym. Współcześnie niektóre źródła (m.in. Biblioteka Kongresu) używają na określenie poety przydomka Bion z Flossy, jednak jest mało prawdopodobne, by był on używany w starożytności, najpewniej poza rodzinnym miastem poeta był znany jako Bion ze Smyrny i jako taki zwykle występuje w antologiach.

## Twórczość
Prawdopodobnie za życia upublicznił tom sielanek pod wspólnym tytułem Bukoliki (stgr. Βουκολικά), który nie przetrwał do współczesności. Większość jego dzieł zaginęła, w starożytnych antologiach tekstów poetyckich zachowało się w sumie 17, 18 lub 19 fragmentów jego wierszy, w tym powszechnie przypisywany mu od czasów Joachima Camerariusa wiersz Epitafium Adonisa (stgr. Επιτάφιος Αδώνιδος; tytuł tłumaczony także jako Na śmierć Adonisa), mitologiczny poemat na śmierć Adonisa. Jest to zarazem najdłuższy element wiązany ze spuścizną poety, a także najlepiej współcześnie zbadany. Wiersz ten opisuje pierwszy dzień święta Adonisa, podczas którego opłakiwano jego śmierć. Tym samym tworzy swoisty wstęp do Adoniazusae Teokryta - dzieła o drugim dniu Adonii,  w którym świętowano ponowne spotkanie Adonisa z Afrodytą. Ze spuścizny Biona przetrwał także lament Afrodyty, który zachował się w kilku średniowiecznych antologiach poezji bukolicznej.
Niektóre z fragmentów zawierają tematy typowe dla antycznej greckiej poezji bukolicznej, w innych widać dużo szersze podejście do formy sielanki, typowe dla późniejszej poezji epoki hellenistycznej. Wiele z nich traktuje o miłości, głównie homoseksualnej. Poza historią Adonisa w twórczości Biona pojawiają się także Hiacynt i Cyklop. Anonimowe Epitafium Biona (stgr. Ἐπιτάφιος Βίωνος) sugeruje, że napisał on również wiersz poświęcony Orfeuszowi, jest możliwe, że część zachowanych fragmentów pochodzi właśnie z niego. Greckie teksty Biona zazwyczaj powielane były w antologiach poezji Teokryta. Fulvio Orsini w 1568 przypisał poecie także autorstwo Epithalamium Achillesa i Dejdamii, jednak nie ma na to dostatecznych dowodów. Mimo to autorstwo tego poematu przypisuje mu także część badaczy współczesnych. W przeszłości Bionowi przypisywano także trzy wiersze obecnie atrybuowane raczej Teokrytowi (XX, XXIII i XXVII). Jest także możliwe, że był autorem wiersza Pan i Echo (Pan kai Echo; Papyrus Vindobonensis 29801) oraz któregoś – lub w istocie wszystkich – z wzorowanych na Teokrycie („pseudo-Teokryt”) sielanek określanych numerami 19, 20, 21, 23 i 27.
W poezji Biona widoczny jest wpływ wcześniejszych bukolik Teokryta, nawiązują do niego także użycie dialektu doryckiego oraz metryka wierszy. Przeważają w nich daktyle, z rzadka pojawiają się spondeje. Z kolei wpływ Biona widoczny jest w twórczości wielu antycznych poetów greckich i łacińskich, w tym u Wergiliusza i Owidiusza. Szczególnie jego potraktowanie tematu Adonisa znalazło naśladowców w europejskiej i amerykańskiej poezji od czasów Renesansu. Wzorowali się na nim m.in. Pierre de Ronsard, Mellin de Saint-Gelais i Amadis Jamyn. Wpływ na potomnych wywarło także epitafium poświęcone Bionowi, na którym wzorowali się m.in. Sebastian Fabian Klonowic (w Żalach nagrobnych) i Jan Kochanowski (Epitaphium Doralices) .
Wiersze Biona w greckim oryginale, a także ich łacińskie tłumaczenie, dostępne są m.in. w znajdującym się w domenie publicznej i zdigitalizowanym wydaniu Ludwiga Friedricha Heindorfa i Gottlieba Kiesslinga z 1829 , a także w angielskim przekładzie Banksa i Chapmana z 1870 roku . Jedno z ostatnich wydań angielskojęzycznych ukazało się w 2007 w ramach serii „Loeb Classical Library”, w przekładzie Neila Hopkinsona . Polskie przekłady poezji Biona opublikowali m.in. Józef Epifani Minasowicz (w 1770)  i Bruno hr. Kiciński (1841), a w czasach współczesnych Witold Klinger  i Anna Świderkówna .